# Kerabari (Morang)
Kerabari (nep. केरावारी) – gaun wikas samiti we wschodniej części Nepalu w strefie Kośi w dystrykcie Morang. Według nepalskiego spisu powszechnego z 2001 roku liczył on 3064 gospodarstw domowych i 15668 mieszkańców (8238 kobiet i 7430 mężczyzn).